# Dynamitron
Ein Dynamitron ist ein Gleichspannungsbeschleuniger für Elektronen oder Ionen. 

## Funktion
Die Beschleunigungs-Hochspannung wird wie beim Cockcroft-Walton-Generator durch in Serie geschaltete Gleichrichterelemente erzeugt. Die Speisung der einzelnen Stufen mit Wechselspannung erfolgt jedoch nicht wie dort in Serie, sondern parallel. Dazu befinden sich im Beschleunigertank konzentrisch um das Beschleunigungsrohr zwei große, halbzylinderförmige Elektroden. Sie bilden die Kapazität eines Parallelschwingkreises, der von einem Hochfrequenzoszillator der Frequenz 100 kHz mit Leistung versorgt wird. Zwischen diesen Elektroden und dem Beschleunigungsrohr liegen weitere, halbringförmige Elektroden, in die die Hochfrequenzleistung kapazitiv einkoppelt. Die Halbringe sind miteinander durch Gleichrichterdioden verbunden, so dass sich die Gleichspannungen addieren. 
Der Drucktank ist mit Schwefelhexafluorid-Gas gefüllt, um elektrische Überschläge zu vermeiden. 
Dynamitrons werden für Beschleunigungsspannungen bis zu etwa 4 MV gebaut und liefern Strahlströme um 1 mA, in den stromstärksten Geräten bis 10 mA Elektronen und 100 mA Ionen. 
Die Parallelspeisung der Gleichrichterstufen hat vor der Serienspeisung den Vorzug geringerer gespeicherter Energie, so dass eventuelle Entladungen weniger Schaden anrichten.

## Entwicklung
Das Dynamitron wurde in den 1960er Jahren von der Firma Radiation Dynamics entwickelt. Eine Weiterentwicklung ist das Tandetron, bei dem beide Enden der Beschleunigungsstrecke auf Erdpotential liegen. Tandetrons werden z. B. in Protonimplantern verwendet.